# Consolidated PB4Y-2 Privateer
Consolidated PB4Y-2 Privateer byl námořní hlídkový bombardér námořnictva Spojených států amerických (US Navy) z období 2. světové války a války v Koreji. Letoun byl odvozen od letounu Consolidated B-24 Liberator. Námořnictvo také provozovalo v podstatě neupravené armádní letouny B-24D Liberator pod označením PB4Y-1 Liberator. Námořnictvo však požadovalo i plně „námořní“ verzi. Proto společnost Consolidated vyvinula v roce 1943 odvozený námořní hlídkový bombardér dlouhého doletu označený PB4Y-2 Privateer. V roce 1951 byly letouny přeznačeny na P4Y-2 Privateer. Další změna nastala v říjnu 1962, kdy byly zbývající letouny US Navy (všechny byly předtím přestavěny do role cvičných cílů jako P4Y-2K) přeznačeny na QP-4B.

## Pozadí

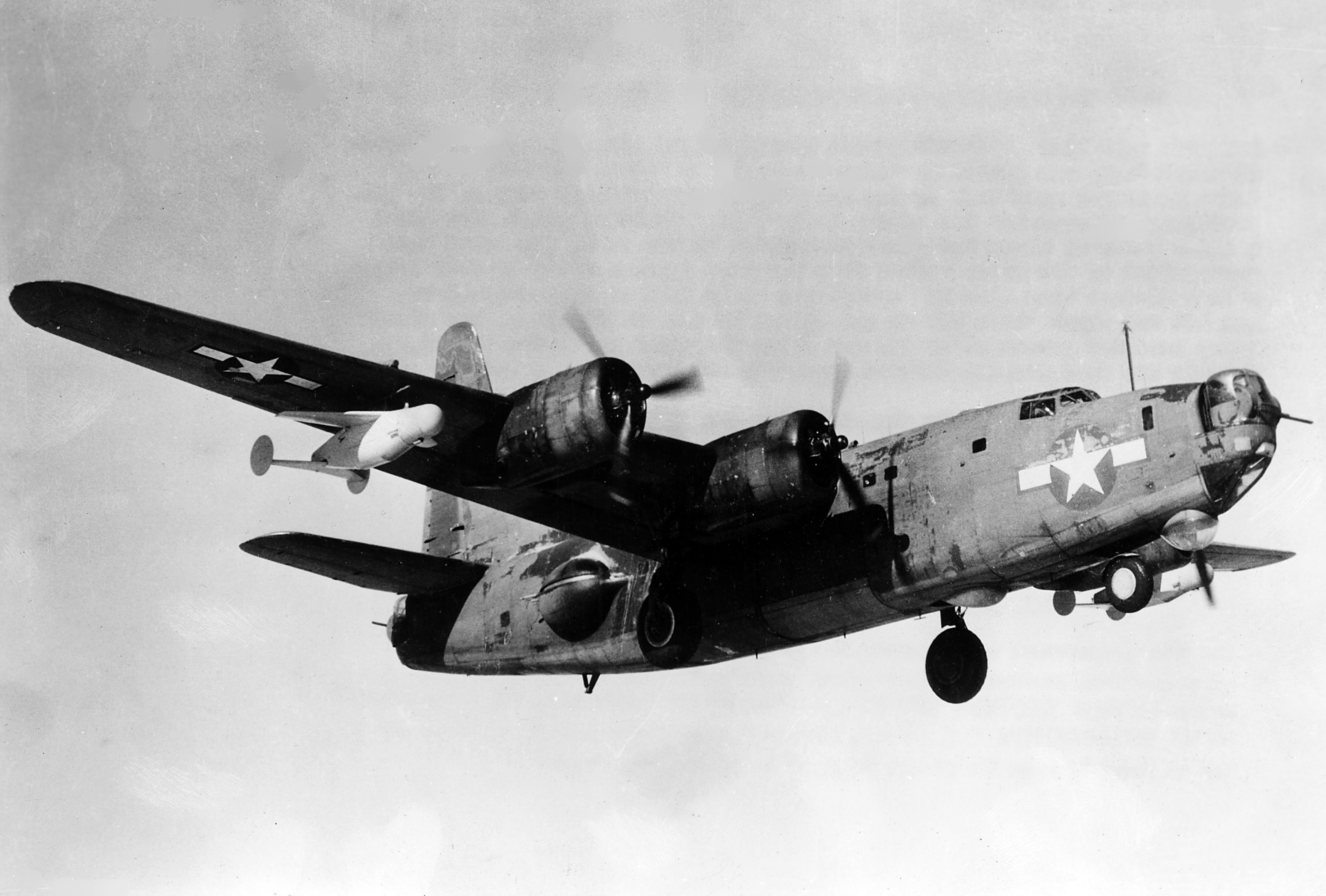
PB4Y-2 nese kluzákovou řízenou bombu ASM-N-2 Bat

Velkým problémem pro spojenecká plavidla v Atlantském i Tichém oceánu byla za 2. světové války aktivita nepřátelských ponorek. Proto americké námořnictvo hledalo vhodný letoun pro námořní hlídkovou službu s možností útoku na zjištěnou ponorku. Námořnictvo věřilo, že nejschůdnější a nejrychlejší cestou bude využití některého z velkých „pozemních“ bombardérů. Americké námořní letectvo si vyhlédlo letoun B-24 Liberator, který měl dostatečný dolet, vytrvalost, nosnost, prostor i přiměřenou obrannou výzbroj. Námořnictvo také čerpalo ze zkušeností Velké Británie, která již tyto letouny k tomuto účelu používala a to s dobrými výsledky.
Americké námořnictvo získalo první Liberatory (téměř totožné s verzí B-24D) v roce 1942 a pod označením PB4Y-1 je rozmístilo na Havajských ostrovech a na Islandu. Námořnictvo nakonec provozovalo celkem 977 letounů PB4Y-1.

## Vývoj a popis
Společnost Ford Motor Company, která vyráběla letouny B-24 pro USAAF, již dříve upravila jeden letoun B-24D s použitím jednoduché svislé ocasní plochy z letounu B-23 Dragon. Tento letoun nesl označení XB-24K. Ovladatelnost letounu se zlepšila natolik, že připravovaná verze B-24N měla mít již jednoduchou svislou ocasní plochu. Výroba však byla 31. května 1945 zrušena a verze B-24N nebyla nikdy postavena. Avšak námořnictvo, které mělo zájem na vylepšeném letounu, požadovalo i nadále jednoduchou ocasní plochu.
Privateer byl z vnějšku podobný letounům Liberator. Měl však delší trup o 2,1 m a vysokou jednoduchou svislou ocasní plochu (stabilizátor) namísto dvojité svislé ocasní plochy letounů B-24 Liberator. Obranná výzbroj byla rovněž zvětšena na 12 kulometů M2 Browning ráže 12,7 mm ve čtyřech věžičkách (dvě na hřbetu, jedna na nose a jedna na ocase letounu) a ve dvou prosklených bočních střelištích, přičemž výzbroj na břiše letounu nebyla instalována. Motory neměly osazeny kompresory, protože námořní hlídkové mise probíhaly obvykle v nízkých letových hladinách.
První tři prototypy XPB4Y-2 poprvé vzlétly v září, říjnu a prosinci 1943. US Navy nakonec získalo celkem 739 letounů Privateer (včetně prototypů), avšak většinu až po ukončení 2. světové války. Několik letek přesto zažilo službu na bojišti v Pacifiku, kde prováděly průzkum, pátrací a záchranné akce, elektronické rušení, zajišťovaly radiové spojení a útočily na hladinové cíle (později i pomocí řízených kluzákových pum „Bat“).

## Operační historie
Letouny Privateer vstoupily do služby u US Navy na konci roku 1944. První byly novými letouny vybaveny letky VPB-118 a VPB-119. Svého prvního nasazení v zámoří se letoun dočkal 6. ledna 1945, když byla letka VPB-118 nasazena na Marianách. 2. března 1945 zahájila letka VPB-119 „ofenzivní vyhledávací“ mise z letecké základny Clark v Luzonu na Filipínách. Letouny létaly nad mořem a podél pobřeží v oblasti s Tonkinským zálivem na jihu, dále podél čínského pobřeží až po Okinawu na severu.
Letoun Privateer byl rovněž požíván od roku 1945 do poloviny 50. let 20. století jako „lovec“ hurikánů nebo tajfunů. Jeden letoun, označený číslem 59415 a patřící k letce VPB-119, havaroval kvůli mechanické závadě, když zkoumal tajfun kategorie č. 1 poblíž ostrova Batan na Filipínách. Letoun se pokusil přistát na ostrově, ale nepodařilo se mu to a havaroval. Byl to jeden ze šesti letounů, který kdy byl ztracen v roli lovce hurikánů.

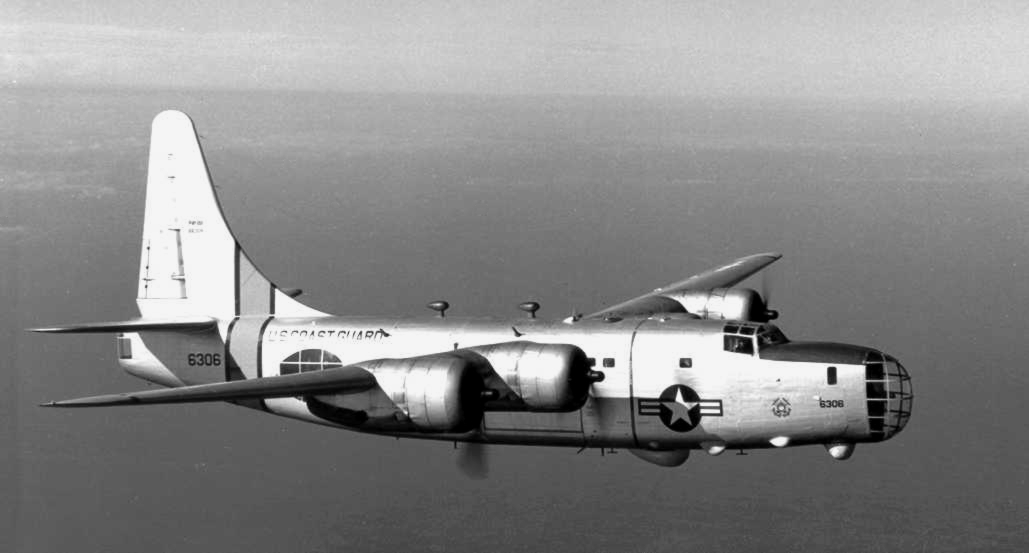
PB4Y-2G americké pobřežní stráže.

Privateery byly také používány ve válce v Koreji, kde létaly noční osvětlovací mise, při nichž shazovaly světlice na padácích k odhalování severokorejských a čínských agentů vysazovaných z moře. Dále byly Privateery amerického námořnictva používány ke špionážním letům (SIGINT) podél pobřeží Sovětského svazu a Čínské lidové republiky. 8. dubna 1950 sovětské stíhačky Lavočkin La-11 sestřelily letoun PB4Y-2 Privateer (č. 59645) Turbulent Turtle amerického námořnictva (letka VP-26) nad Baltským mořem poblíž města Liepāja v Lotyšsku.
Rodina letounů byla v roce 1951 přeznačena na P4Y-2 Privateer. Všechny letouny PB4Y-2 US Navy byly vyřazeny v roce 1954. Neozbrojené letouny PB4Y-2G sloužily až do roku 1958 u americké pobřežní stráže.
Některé letouny PB4Y-2 však byly v 50. a na začátku 60. let 20. století také používány jako bezpilotní cvičné cíle pod označením PB4Y-2K a později P4Y-2. Tyto letouny byly o roku 1962 v rámci sjednocení značení letounů u amerických ozbrojených sil přeznačeny na QP-4B.
Určitý počet letounů PB4Y byl dodán Letectvu Čínské republiky (Tchaj-wan) pro akce nad Čínskou lidovou republikou. Jeden byl sestřelen palbou ze země 12. září 1954 poblíž města Sia-men v ČLR. Devítičlenná posádka zahynula. Další byl sestřelen 15. února 1961 barmskou stíhačkou Hawker Sea Fury poblíž thajsko-barmské hranice. Zahynulo pět členů posádky a další dva padli do zajetí. Tento letoun dopravoval zásoby tchajwanským silám bojujícím v severní Barmě.

### Boj s požáry

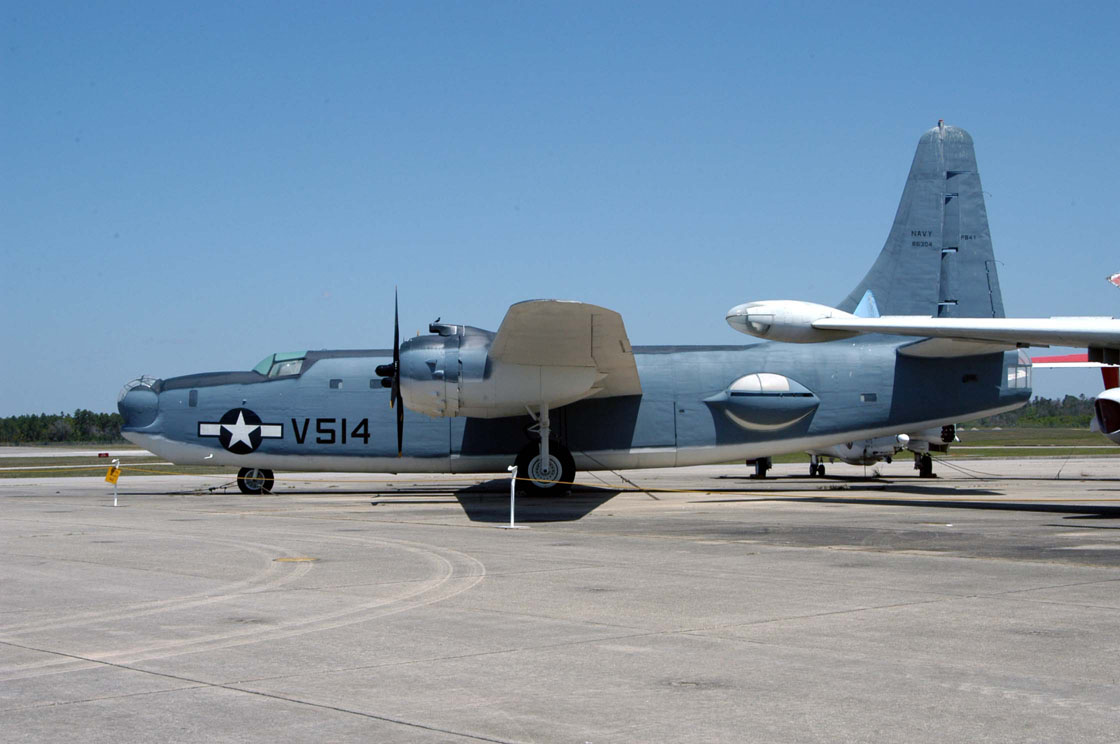
PB4Y-2 BuNo 66261 (označený jako BuNo 66304) ve sbírkách Národního muzea námořního letectví na námořní letecké základně NAS Pensacola, Florida.

Omezený počet letounů PB4Y byl nadále používán v civilní službě jako letadla pro hašení požárů na západě Spojených států. 18. července 2002 jeden takový PB4Y provozovaný společností Hawkins and Powers Aviation ze státu Wyoming havaroval během hašení požáru poblíž národního parku Rocky Mountain. Oba členové posádky zahynuli a americký federální úřad pro letectví následně uzemnil všechna velká hasicí letadla v oblasti. Po tomto incidentu byly zbývající Privateery vyřazeny ze služby.

## Varianty

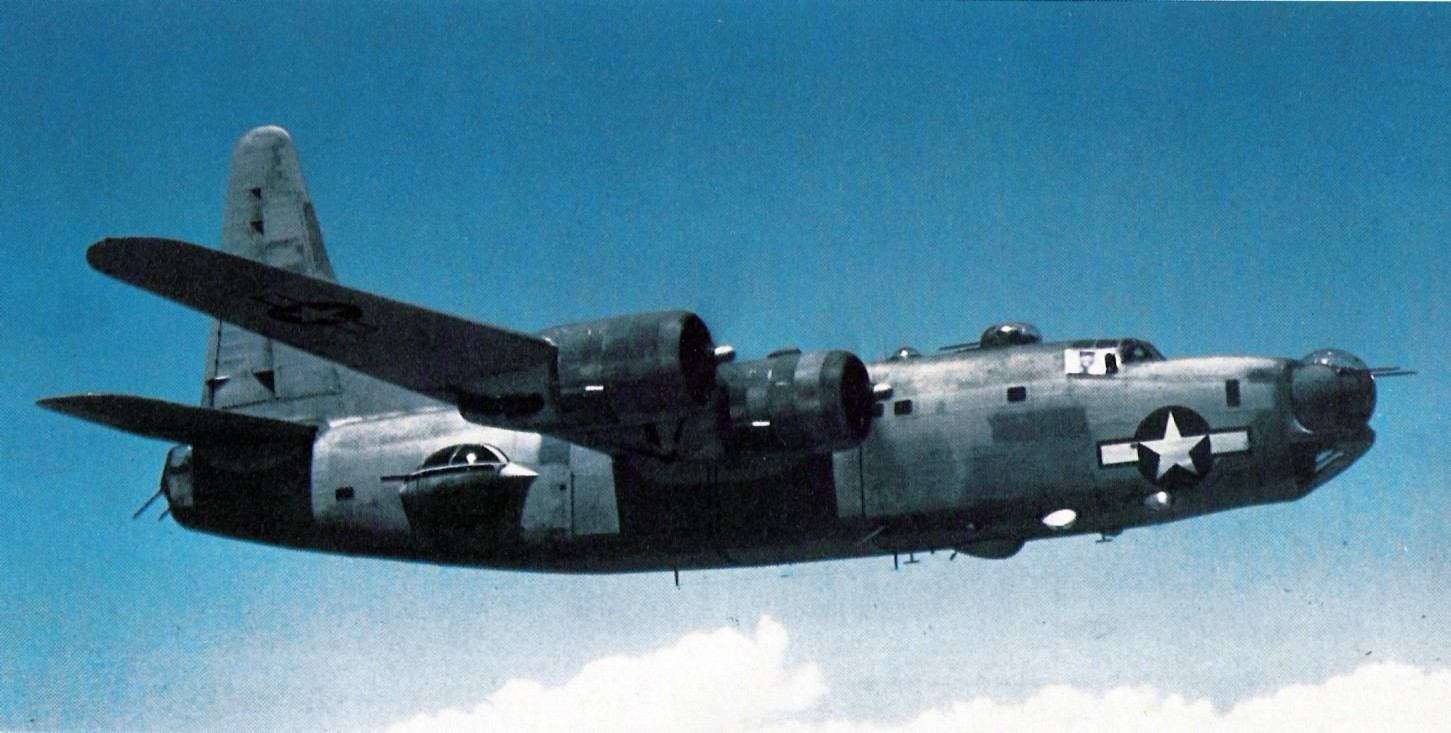
PB4Y-2 v roce 1945.

XPB4Y-2
Prototypy letounu. Postaveny 3 stroje.
PB4Y-2 (od roku 1951 P4Y-2)
Původní výrobní varianta letounu. Postaveno 736 strojů.
PB4Y-2B (od roku 1951 P4Y-2B)
Letouny upravené pro nesení dvojice řízených kluzákových bomb ASM-N-2 Bat.
PB4Y-2M (od roku 1951 P4Y-2M)
Letouny upravené pro výzkum počasí.
PB4Y-2S (od roku 1951 P4Y-2S)
Letouny vybavené vylepšeným protiponorkovým zařízením.
PB4Y-2G (od roku 1951 P4Y-2S)
Neozbrojené letouny sloužící u Pobřežní stráže Spojených států.
PB4Y-2K (od roku 1951 P4Y-2K a od roku 1962 QP-4B)
Letouny upravené jako dálkově řízené cvičné cíle.

## Specifikace (PB4Y-2)
Technické údaje pocházejí z oficiálních stránek US Navy.

### Technické údaje
- Posádka: 11 (2 piloti, navigátor, bombometčík, 5 střelců, 2 radiooperátoři)
- Rozpětí: 33,53 m
- Délka: 22,78 m
- Výška: 8,89 m
- Nosná plocha: 97,4 m²
- Plošné zatížení: 298,2 kg/m²
- Prázdná hmotnost: 16 993 kg
- Max. vzletová hmotnost : 29 030 kg
- Pohonná jednotka: 4× hvězdicový motor Pratt & Whitney R-1830-94
- Výkon pohonné jednotky: 1 350 k (993 kW)

### Výkony
- Cestovní rychlost: 224 km/h (121 uzlů, 175 mph) ve výšce ? m
- Maximální rychlost: 404 km/h (218 uzlů, 250 mph) ve výšce 3 900 m
- Dolet: 4 540 km (2 450 námořních mil)
- Dostup: 6 400 m (21 000 stop)
- Stoupavost: 6 m/s (363 m/min)

### Výzbroj
- 12× kulomet M2 Browning v šesti věžičkách/střelištích ráže 12,7 mm
- 5 800 kg bomb, min nebo torpéd

## Uživatelé

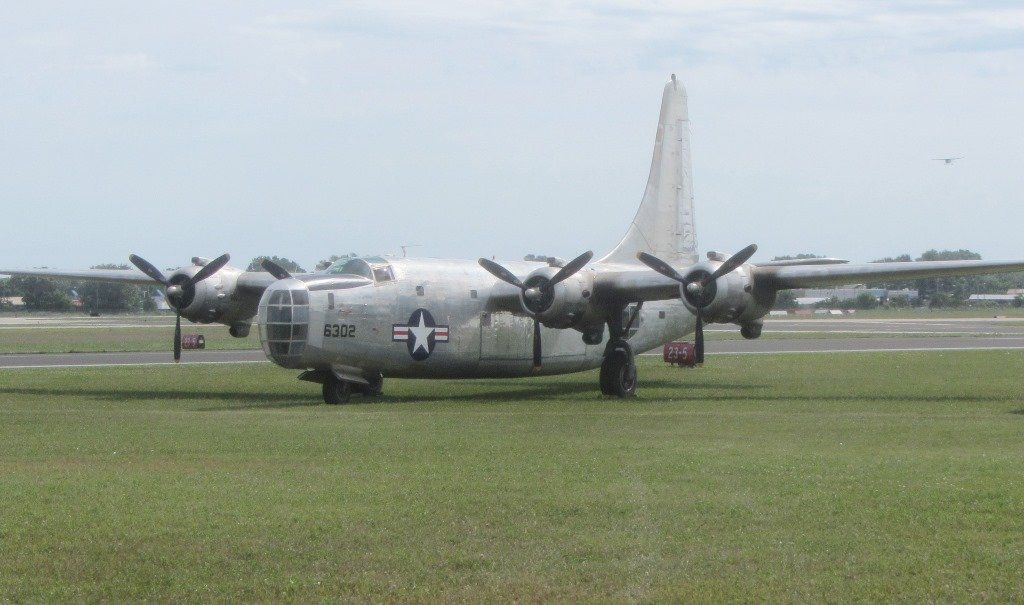
Consolidated PB4Y-2 Privateer

Kanada
- Royal Canadian Air Force

 Čínská republika
- Letectvo Čínské republiky

 Francie
- Francouzské námořní letectvo

 Honduras
- Honduraské letectvo

 Spojené státy americké
- United States Navy
- Pobřežní stráž USA

### Civilní uživatelé
Spojené státy americké
- Hawkins & Powers Aviation – protipožární služba.

 Paraguay
- Alas Guaraníes S. A. – používalo letouny jako nákladní letadla

#### Související vývoj
- B-24 Liberator
- C-87 Liberator Express
- Consolidated R2Y
- B-32 Dominator

#### Podobná letadla
- Focke-Wulf Fw 200
- Vickers Warwick
- Avro Shackleton